# Rathaus Glatz

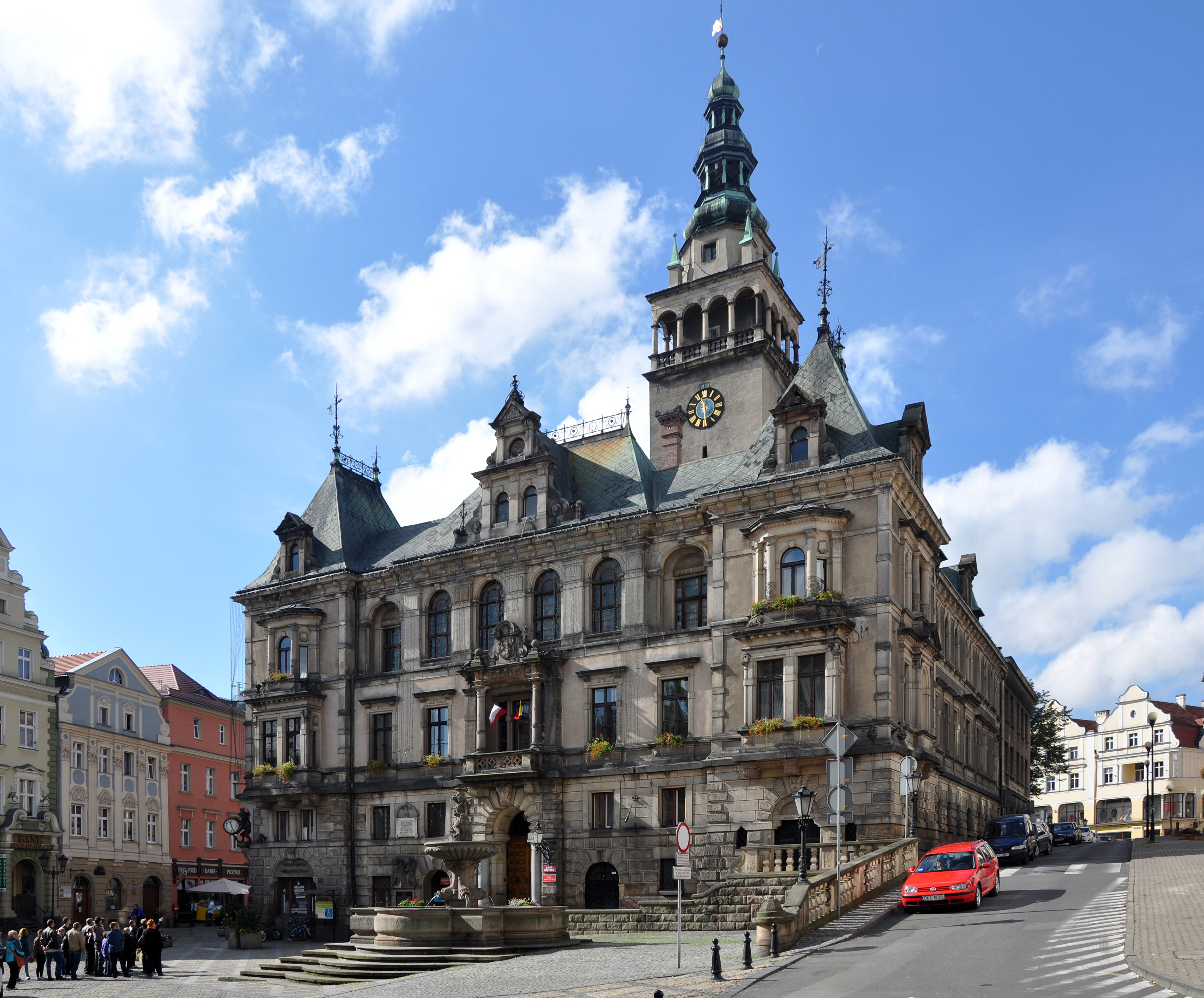
Rathaus Glatz

Das Rathaus von Glatz (polnisch Ratusz w Kłodzku) wurde 1887–90 in Glatz errichtet.

## Geschichte
Ein erster Rathausbau brannte im Jahr 1366 nieder. 1397 entstand ein gemauerter Neubau. Eine Stadtansicht von Friedrich Bernhard Werner von 1737 zeigt dieses Rathaus als langgestreckten Renaissancebau mit einer Attika, auf der Nordseite mit einem breiten Renaissance-Portal, darüber einem kleinen Balkon. An der südlichen Außenwand waren die üblichen Krämerbuden angefügt. Nach dem Brand des Rathauses 1886 wurde 1887–90 ein Neubau errichtet. Einige Türen, eine davon mit der Jahresangabe 1549, stammen vom Vorgängerbau. Das Rathaus war zeitweise Sitz eines 1906 gegründeten Museums. Im Dezember 1950 zog die Stadtbücherei in die Räumlichkeiten im Erdgeschoss des Rathauses ein.

## Bauwerk
Der Neubau ist ein anspruchsvolles, dem Zeitgeist entsprechend repräsentatives Gebäude im Stil der Neorenaissance. Der quadratische Bau steht inmitten des Rings und wurde um den mächtigen alten Turm von 1654 herumgebaut. Das Rathaus blieb 1945, wie auch die ganze Stadt, von Kriegszerstörungen verschont. Der alte Rathausturm ist mit seinem oberen Arkadengang und seiner zweimal durchbrochenen Haube von um 1700 weithin sichtbares Symbol der nunmehr polnischen Stadt.